# Партизанский отряд (фильм)
«Партизанский отряд» (алб. Njësiti guerril) — албанский чёрно-белый художественный фильм 1969 года, снятый режиссёром Хисеном Хакани на киностудии Kinostudio Shqiperia e Re.
Премьера фильма состоялась 27 ноября 1969 года.

## Сюжет
Действие фильма происходит во время итальянской оккупации Албании в ходе Второй мировой войны. Итальянская военная контрразведка (итал. Servizio Informazioni Militare) пытается внедриться в ряды городского партизанского отряда. Цель: обнаружить и уничтожить руководителей партизан и всего сопротивления. Однако, агент Людовик, которому предстоит сыграть ключевую роль в операции «Чёрная змея» в последний момент обнаружен, и вся фашистская операция проваливается.

## В ролях
- Ндрек Лука — командир партизанского отряда
- Пеллумб Дервиши
- Дрита Хаджирадж — Дрита
- Саймир Кумбаро — Гьерджи
- Петрит Лланай — Агрон
- Мария Логореци — мать
- Вангжел Хеба — лейтенант Петро
- Марика Калламата — мать Гьергье
- Сулейман Дибра — агент 013
- Скендер Пласари
- Кадри Пирро — агент Людовик
- Лазар Влаши —  офицер
- Пьетер Гьока
- Спиро Уруми — Маркаллеши
- Фитим Макаши — Вилдани
- Фатос Хаджирадж
- Хюсен Пелингу
- Димитер Печани
- Зейнулла Хатиби — капрал Джино
- Фикири Сейдиай
- Джонуз Дини
- Ческ Вуксани
- Зеф Мараши
- Неки Жгаба